# Liste der Baudenkmäler in Eppelborn
In der Liste der Baudenkmäler in Eppelborn sind alle Baudenkmäler der saarländischen Gemeinde Eppelborn nach ihren Ortsteilen aufgelistet. Grundlage ist die Veröffentlichung der Landesdenkmalliste im Amtsblatt des Saarlandes vom 22. Dezember 2004 und die aktuelle Teildenkmalliste des Landkreises Neunkirchen in der Fassung vom 9. August 2017.

## Bubach-Calmesweiler
| Lage                       | Bezeichnung                         | Beschreibung | Bild |
| -------------------------- | ----------------------------------- | --- | ---- |
| Calmesweilerstraße Lage    | Schaffhauser-Mühle bzw. Warks-Mühle | Erbaut im 18./19. Jahrhundert |      |
| Calmesweilerstraße Lage    | Schloss Buseck                      | Das Barockschloss wurde im Jahr 1735 für Ernst Johann Philipp Hartmann von Buseck erbaut. Der zweigeschossige Putzbau mit Eckquaderung wird von einem Mansardwalmdach abgeschlossen. Die Fenster- und Türlaibungen sind profiliert, in den Segmentbögen der Fenster sitzt ein betonter Schlussstein. Auf dem Schlussstein über dem Hauptportal stehen die Jahreszahlen 1735, 1779 und 1884. Neben der rechten Portalseite ließ der Erbauer die Allianzwappen anbringen. Auf der linken Portalseite prangt das Wappen der Eheleute Amandus de Buseck/Antonia de Buseck mit der Jahreszahl 1781. Ende des 19. Jahrhunderts wurde an der Nordseite ein kleiner Turm angebaut. Das Schloss war ursprünglich von Wirtschaftsgebäuden umgeben, die aber 1884 wegen Baufälligkeit abgerissen wurden. |      |
| St.-Laurentius-Straße Lage | Kath. Kirche St. Laurentius         | Die Hallenkirche wurde in den Jahren 1927 bis 1928 nach Plänen von Ludwig Becker und Anton Falkowski erbaut. Auffällig ist der quadratische Turm, der durch zahlreiche Gesimse gegliedert wurde und neben der Straßenfassade steht. Die fünf Fensterachsen des Langhauses sind durch Quaderung betont. An das Langhaus schließt sich der Chor mit halbrundem Abschluss an. |      |

## Dirmingen
| Lage                    | Bezeichnung                      | Beschreibung | Bild |
| ----------------------- | -------------------------------- | --- | ---- |
| Berschweilerstraße Lage | Evangelische Pfarrkirche         | Der älteste Teil der evangelischen Kirche sind die unteren Stockwerke des romanischen Turms, der 1746 um ein Geschoss erhöht wurde und eine welsche Haube erhielt. Das Kirchenschiff der ursprünglichen Kirche wurde im selben Jahr abgerissen und nach Entwürfen von Barockbaumeister Friedrich Joachim Stengel neu errichtet. Erhalten ist im Erdgeschoss eine kleine Halle mit Kreuzrippengewölbe aus dem 13. Jahrhundert. Die rechteckige Saalkirche wurde im 19. Jahrhundert im Inneren umgebaut. 1936/37 wurde der Sakralbau nach Plänen des Architekten Rudolf Krüger erweitert. An das Langhaus wurde im Osten ein Chor angebaut. Der Rechteckchor wird von einem flachen Tonnengewölbe überspannt. Hinter dem Altar wurde eine Sakristei eingebaut, darüber eine Empore. |      |
| Illinger Straße 22 Lage | Bauernhaus                       | Erbaut 1862 |      |
| Illinger Straße 29 Lage | Evangelisches Pfarrhaus          | Um 1750 erbaut |      |
| Tholeyer Straße Lage    | Kath. Kirche St. Wendalinus      | St. Wendalinus wurde 1948/49 nach Plänen des Kölner Architekten Dominikus Böhm erbaut. Die Kirche wurde aus Bruchsandstein erbaut. Auffällig ist der massive Turm mit halbkreisförmigen Schallöffnungen. Portal und Fenster sind schlicht gehalten und mit Sandsteinlaibungen gerahmt. Über den Fenstern wurden flache Ziegelbögen gemauert. Im Inneren der Hallenkirche fällt das aufwendige Gewölbe auf, das den Blick zum Altar lenkt, der im erhöhten Chor steht. An der Stirnseite des Rechteckchores hat Boris Kleint einige Wandgemälde geschaffen. |      |
| Verbindungsweg 6 Lage   | Bauernhaus, 1829 (Einzeldenkmal) | Erbaut 1829 |      |

## Eppelborn
| Lage                  | Bezeichnung                                                      | Beschreibung | Bild |
| --------------------- | ---------------------------------------------------------------- | --- | ---- |
| Kirchplatz Lage       | Ensemble Kirchplatz                                              | |      |
| Kirchplatz Lage       | Ensemble Kirchplatz                                              | Kirchplatz, Katholische Kirche St. Sebastian (Einzeldenkmal): Von der ursprünglichen Kirche aus dem Jahr 1760 sind bis heute der viergeschossige Turm und der Chorraum erhalten. 1879 bis 1881 wurde der Sakralbau umgebaut und erweitert. Die Hauptachse wurde in Nord-Süd-Richtung verlegt. An das Längsschiff der Kirche von 1760 wurden nach Plänen von Carl Friedrich Müller quer ein dreischiffiges Langhaus mit nach Süden gerichtetem fünfseitigem Chor und eine Sakristei angebaut. 1910 bis 1912 erfolgte ein weiterer Umbau nach Plänen des Architekten Ernst Brand. Dabei wurde die Nordseite der alten Kirche ein Mittelrisalit vorangestellt und der Haupteingang dorthin verlegt. Das Innere der Pseudobasilika wird von einem Tonnengewölbe mit Gurtbögen im Mittelschiff beherrscht. |      |
| Kirchplatz Lage       | Ensemble Kirchplatz                                              | Kirchplatz 3, Wohn- und Geschäftshaus, 19. Jh. (Ensemblebestandteil) |      |
| Kirchplatz Lage       | Ensemble Kirchplatz                                              | Kirchplatz 3a, Wohnhaus, 1920–30 (Ensemblebestandteil) |      |
| Kirchplatz Lage       | Ensemble Kirchplatz                                              | Kirchplatz 8, katholisches Pfarrhaus, 1. Viertel 19. Jh. (Ensemblebestandteil) |      |
| Bahnhofstraße o. Nr.  | Mechanisches Stellwerk und Holzüberdachung Bahngleisunterführung | Um 1900 errichtet. |      |
| Koßmannstraße 1a Lage | Wohnhaus                                                         | Erbaut 1930–40 von Alwis Klein |      |

## Habach
| Lage                       | Bezeichnung                  | Beschreibung | Bild |
| -------------------------- | ---------------------------- | --- | ---- |
| Eppelborner Straße 12 Lage | Bauernhaus mit Gewölbekeller | Südwestdeutsches Bauernhaus von 1847 mit Wohn- und Wirtschaftsteil. 1896 erfolgte der Anbau eines Pferdestalls und eines Schuppens mit Schmiede. Zahlreiche Einrichtungs- und Gebrauchsgegenstände dokumentieren wie die Bewohner in der ersten Hälfte des 20. Jahrhunderts lebten und arbeiteten. Das Bauernhaus Habach befindet sich seit 1990 im Besitz der Gemeinde Eppelborn und kann kostenlos besichtigt werden. |      |

## Humes
| Lage                                       | Bezeichnung                       | Beschreibung | Bild |
| ------------------------------------------ | --------------------------------- | --- | ---- |
| Außerhalb der Ortslage                     | Steinkreuz                        | Errichtet um 1900 |      |
| In der Humes (ohne Hausnr.), Friedhof Lage | Friedhofskreuz                    | Errichtet 1908 |      |
| In der Humes Lage                          | Kath. Kirche Maria Himmelfahrt    | Die Kirche wurde zwischen 1896 und 1898 nach Plänen von Lambert von Fisenne errichtet. 1952/53 wurde sie nach Plänen des Architekten Moritz Gombert erweitert und 1971/72 der Chorraum umgestaltet. Während das Äußere weitgehend in Formen der Neuromanik gestaltet ist, wurde das Innere in neugotischen Formen ausgearbeitet. Das Langhaus der vierjochigen Pseudobasilika wird von Kreuzrippengewölben überspannt. Man betritt das Innere über den niedrigen quadratischen Turm mit Pyramidendach, an den ein Treppentürmchen angesetzt ist. Über dem Chorraum wurde bei der Erweiterung der Kirche 1952/53 ein Dach mit überhöhtem Querfirst errichtet, das Außen den Anschein eines Querschiffs weckt. |      |
| In der Humes 32 Lage                       | Bauernhaus                        | Erbaut 1850 |      |
| Schulstraße 13 Lage                        | „Zum Hirtenbrunnen“, ehem. Schule | Erbaut um 1890 |      |

## Wiesbach
| Lage                                                                      | Bezeichnung                                           | Beschreibung | Bild                                                             |
| ------------------------------------------------------------------------- | ----------------------------------------------------- | --- | ---------------------------------------------------------------- |
|                                                                           | Ensemble Grenzabschnitt Grafschaft Nassau-Saarbrücken | Unter Denkmalschutz stehen mehrere Grenzsteine aus dem Jahr 1755 | Unter Denkmalschutz stehen mehrere Grenzsteine aus dem Jahr 1755 |
| Links dem Krepp (Gewann), Grenzstein Nr. 1, 2 (Ensemblebestandteil)       | Ensemble Grenzabschnitt Grafschaft Nassau-Saarbrücken | |                                                                  |
| Beim steinen Kreuz (Gewann), Grenzstein Nr. 4 (Ensemblebestandteil)       | Ensemble Grenzabschnitt Grafschaft Nassau-Saarbrücken | |                                                                  |
| Ober dem Wackenwäldchen (Gewann), Grenzstein Nr. 7 (Ensemblebestandteil)  | Ensemble Grenzabschnitt Grafschaft Nassau-Saarbrücken | |                                                                  |
| Ober dem Wackenwäldchen (Gewann), Grenzstein o. Nr. (Ensemblebestandteil) | Ensemble Grenzabschnitt Grafschaft Nassau-Saarbrücken | |                                                                  |
| ehemals bei Augustinusstraße 5a Lage                                      | Wegekreuz (zerstört)                                  | Errichtet 1890, Anfang des 21. Jahrhunderts durch einen LKW-Unfall komplett zerstört |                                                                  |
| Augustinusstraße 33 Lage                                                  | Wohnhaus                                              | Erbaut um 1850 |                                                                  |
| Eiweilerstraße 16 (bei) Lage                                              | Wegekreuz                                             | Errichtet 1895 |                                                                  |
| Eiweilerstraße 30 Lage                                                    | Arbeiterwohnhaus                                      | Erbaut um 1890 |                                                                  |
| Hauptstraße 157 Lage                                                      | Bauernhaus                                            | Erbaut um 1852 |                                                                  |
| Kirchenstraße Lage                                                        | Alte katholische Pfarrkirche St. Augustinus           | Ältester Teil der Kirche ist der trutzige Turm aus dem Jahr 1735. Das Längshaus wurde 1843 abgerissen und durch einen neubarocken Neubau von Josef Lerch ersetzt. Der Turm ist durch Eckquaderung und Geschossgesimse geschmückt.                                                                                 |                                                                  |
| Wendelinusstraße 2 (bei) Lage                                             | Wegekreuz                                             | |                                                                  |
| Wendelinusstraße 8 Lage                                                   | Wohnhaus                                              | Erbaut 1815 |                                                                  |
| Wallenbornstraße Lage                                                     | Valentinuskapelle                                     | Die Valentinuskapelle, im Volksmund auch Wallenbornkapelle, wurde 1796 erbaut und 1852 erweitert. Der schlichte Rechteckbau besitzt einen konisch zulaufendem Chorraum mit dreiseitigem Schluss. Der kleine Sakralbau mit Satteldach besitzt eine Fensterachse und ein Portal, das von zwei Okuli flankiert wird. |                                                                  |